# Sự phun trào nhật hoa

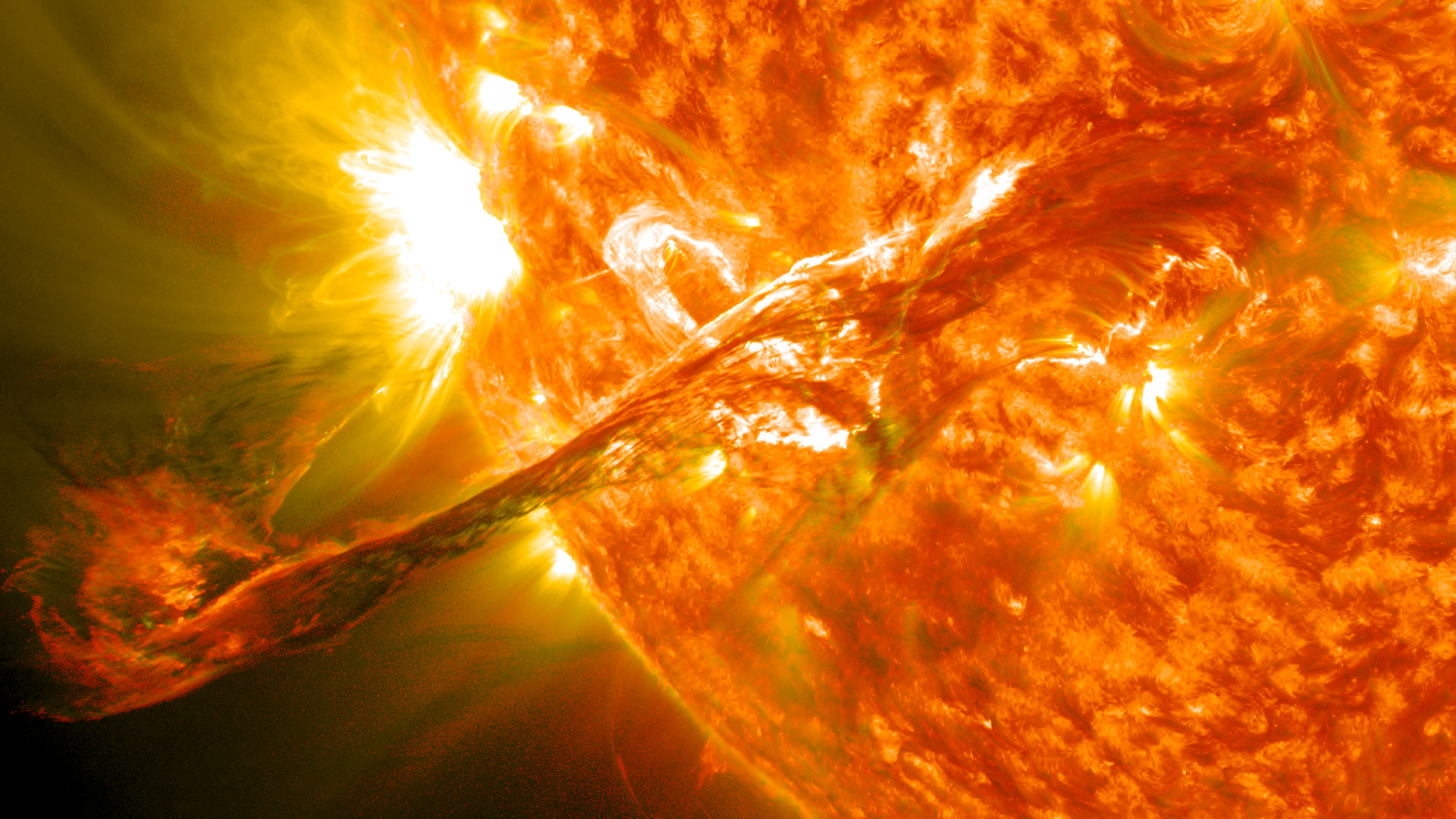
Một vụ phun trào nhật hoa xảy ra vào ngày 31 tháng 8 năm 2012.

Sự phun trào nhật hoa (tiếng Anh: coronal mass ejection, CME) là sự phóng ra đáng kể của từ trường và khối lượng plasma đi kèm từ vành nhật hoa của Mặt Trời vào thái dương quyển. CME thường liên quan đến các vết lóa Mặt Trời và các dạng hoạt động khác của Mặt Trời, nhưng vẫn chưa có nhiều lý thuyết được chấp nhận rộng rãi về sự liên quan này.
Nếu một CME đi vào môi trường liên hành tinh, thì nó được gọi là sự phun trào nhật hoa liên hành tinh (interplanetary coronal mass ejection, ICME). ICME có khả năng tiếp cận và va chạm với từ quyển của Trái Đất, nơi chúng có thể gây ra bão từ, cực quang và trong một số trường hợp hiếm hoi là làm hỏng lưới điện. Sự nhiễu loạn địa từ lớn nhất được ghi lại, có lẽ là do CME, là sự kiện Carrington.

## Mô tả vật lý

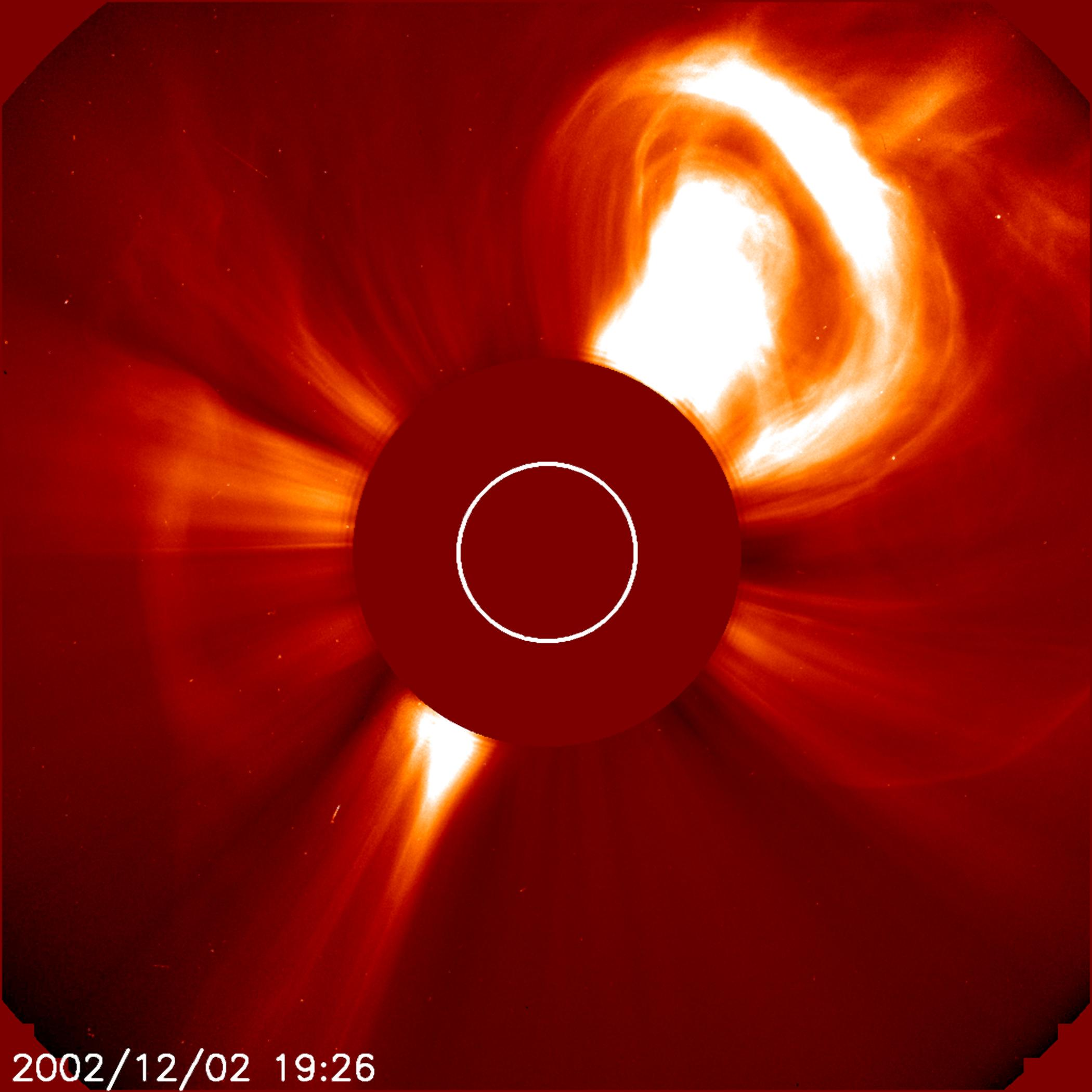
Một vụ phun trào nhật hoa rất lớn xảy ra vào ngày 2 tháng 12 năm 2002, chụp bởi LASCO C2. Ở đây, vòng tròn màu trắng biểu thị kích thước của Mặt Trời.

CME giải phóng một lượng lớn vật chất và từ trường từ bầu khí quyển của Mặt Trời vào gió Mặt Trời và môi trường liên hành tinh. Vật chất bị đẩy ra là plasma bao gồm chủ yếu là các electron và proton nằm trong từ trường bị đẩy ra.
Khối lượng trung bình được đẩy ra là 1,6×1012 kg (3,5×1012 lb). Tuy nhiên, các giá trị khối lượng ước tính cho CME chỉ là các giới hạn thấp hơn, bởi vì các phép đo từ coronagraph chỉ cung cấp dữ liệu hai chiều.

### Sách
- Gopalswamy, Natchimuthukonar; Mewaldt, Richard; Torsti, Jarmo (2006). Gopalswamy, Natchimuthukonar; Mewaldt, Richard A.; Torsti, Jarmo (biên tập). Solar Eruptions and Energetic Particles. Geophysical Monograph Series. Quyển 165. American Geophysical Union. Bibcode:2006GMS...165.....G. doi:10.1029/GM165. ISBN 0-87590-430-0. {{Chú thích sách}}: Đã bỏ qua |journal= (trợ giúp)

### Internet
- Bell, Trudy E.; Phillips, Tony (ngày 6 tháng 5 năm 2008). "A Super Solar Flare". Science@NASA. NASA.
- Lavraud, Benoit; Masson, Arnaud (ngày 21 tháng 11 năm 2007). "Cluster captures the impact of CMEs". European Space Agency.
- Odenwald, Sten F.; Green, James L. (ngày 28 tháng 7 năm 2008). "Bracing the Satellite Infrastructure for a Solar Superstorm". Scientific American.
- Phillips, Tony (ngày 27 tháng 5 năm 2008). "Cartwheel Coronal Mass Ejection". Science@NASA. NASA. Bản gốc lưu trữ ngày 25 tháng 2 năm 2021. Truy cập ngày 22 tháng 7 năm 2023.